# Cordillera Central (Repubblica Dominicana)

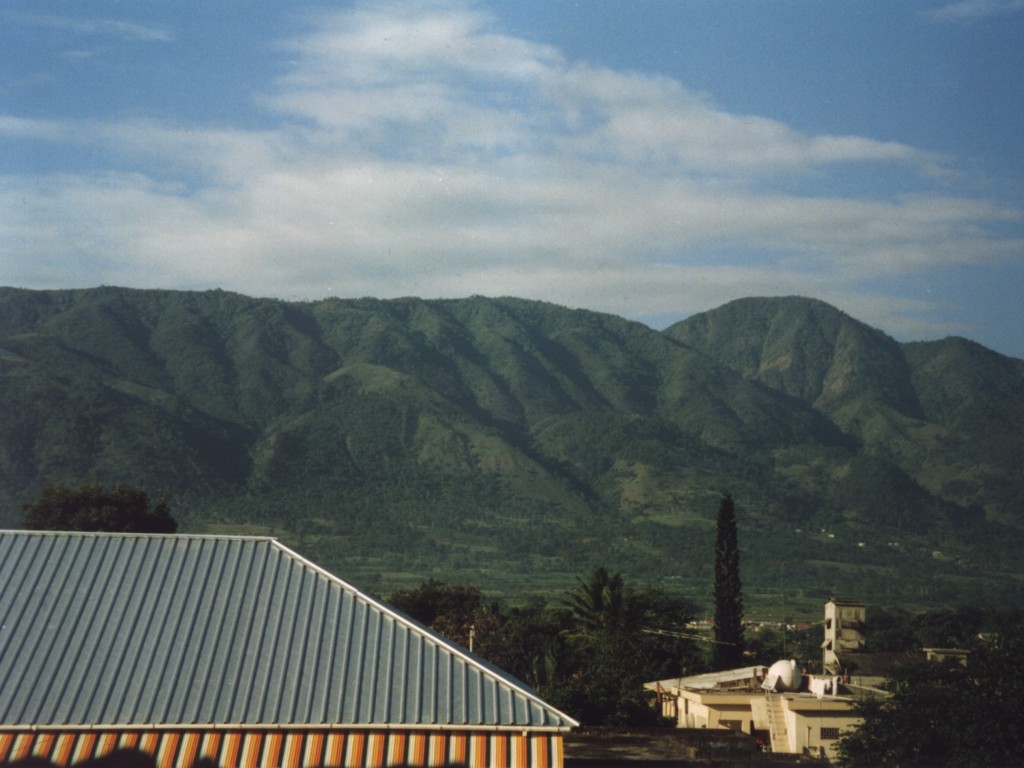
La cordigliera nei pressi di Jarabacoa, Repubblica Dominicana.

La Cordillera Central è il principale massiccio montuoso dell'isola di Hispaniola. Culmina a 3175 m con il Pico Duarte, la vetta più elevata dei Caraibi.
Il massiccio nasce nel nord-ovest dell'isola, nel territorio di Haiti, e successivamente prosegue verso sud-est, fino alla provincia di San Cristóbal, nella Repubblica Dominicana. Molti fiumi del paese traggono origine dalla cordigliera, tra cui l'Artibonite, lo Yaque del Norte, lo Yaque del Sur, lo Yuna e il Bao.